# Mount Counts
Mount Counts ist ein spitzgipfeliger Berg in der antarktischen Ross Dependency. In der Queen Elizabeth Range ragt er an der Ostseite des Marsh-Gletschers am Ende eines Bergkamms auf, der sich vom Mount Rabot nach Westen erstreckt.
Teilnehmer einer von 1961 bis 1962 dauernden Kampagne im Rahmen der New Zealand Geological Survey Antarctic Expedition nahmen die Benennung vor. Namensgeber ist Lieutenant Commander William D. Counts von der United States Navy, der am 9. November 1961 beim Absturz einer P2V-2N Neptune kurz nach dem Start von der Wilkes-Station ums Leben kam.